# Gare de Whitehorse
La gare de Whitehorse est une ancienne gare ferroviaire située à Whitehorse au Yukon (Canada). La gare a été construite en 1905 et servait de terminus nord ainsi que de siège social au White Pass and Yukon Route. La gare a été désignée site historique municipal par Whitehorse en 2002.

## Histoire
Le chemin de fer du White Pass and Yukon Route a été construit entre 1989 et 1900 suivant la ruée vers l'or du Klondike. Le chemin de fer permet de transporter passagers et biens de Skagway en Alaska jusqu'à Whitehorse. C'est la compagnie de chemin de fer qui a acheté et loti le site qui va devenir Whitehorse. Elle a développé la ville selon un plan typique des villes de chemins de fer, plaçant la gare à la jonction de deux rues importantes.
La première gare a été construite en 1900. Cette dernière brûle dans un incendie en 1905 et elle est reconstruite la même année dans un plus petit format. L'édifice a été construit selon un style simple et a des murs en rondins, rappelant sa localisation nordique. La gare sert à la fois de terminal et de siège social pour la compagnie. En 1935 et 1938, l'édifice a été agrandi au second étage. En 1943, le Corps du génie de l'armée des États-Unis agrandit l'édifice vers le nord. En 1953, l'édifice a connu des rénovation majeurs à la fondation, portes et fenêtres, à la toiture ainsi qu'un nouvel ajout vers le sud. Le bâtiment a conserver soin usage jusqu'à la fermeture du chemin de fer en 1982.
En 1987, le territoire du Yukon fait l’acquisition de la gare. Le bâtiment subit une restauration majeure en 1998. Elle sert depuis de bureau pour des agences gouvernementales. La gare est désignée lieu historique municipal par la ville de Whitehorse le 11 mars 2002.